# Partit Republicà dels Estats Units
El Partit Republicà (en anglès, Republican Party), també anomenat sovint Grand Old Party (GOP), és un dels dos principals partits polítics contemporanis dels Estats Units, juntament amb el Partit Demòcrata, el seu principal rival. El partit va ser creat el 1854 pels contraris a la Llei de Kansas-Nebraska, que permetia l'expansió potencial de l'esclavitud als nous territoris occidentals.
El partit inclou una àmplia varietat de corrents ideològics, que van des del conservadorisme moderat fins al populisme d'extrema dreta.

## Història
El Partit Republicà va ser fundat el 1854 per activistes contra l'esclavitud que es van oposar a la Llei de Kansas-Nebraska, que va permetre l'extensió potencial de l'esclavitud als territoris occidentals. El partit va recolzar el liberalisme clàssic i la reforma econòmica orientada a la indústria, donant suport a les inversions en la indústria manufacturera, els ferrocarrils i la banca. El partit va tenir èxit al nord, i el 1858, havia allistat la majoria dels antics whigs i antics Free Soilers per formar majories a gairebé tots els estats del nord. Els sudistes blancs de la classe dels plantadors es van alarmar davant l'amenaça al futur de l'esclavitud als Estats Units.

### Guerra Civil Americana
Amb l'elecció de 1860 d'Abraham Lincoln, el primer president republicà, els estats del sud es van separar dels Estats Units. Sota el lideratge de Lincoln i un Congrés Republicà, el Partit Republicà va liderar la lluita per derrotar els Estats Confederats d'Amèrica a la Guerra Civil Americana, preservant així la Unió i abolint l'esclavitud. Sota la direcció de Lincoln i d'un Congrés Republicà, el 1865 es va prohibir l'esclavitud als Estats Units amb la tretzena esmena de la Constitució dels Estats Units.

### Reconstrucció
Abraham Lincoln presentà un pla de reconstrucció, però l'immens cost humà de la guerra i els canvis socials que provocà van portar el Congrés dels Estats Units a admetre de nou els estats secessionistes sense imposar-los condicions, com ara la garantia de la llibertat dels negres alliberats. Tanmateix, s'aprovaren lleis per reintegrar els estats del sud: el Civil Right Acts, Reconstruction Acts i les esmenes a la Constitució tretzena, que abolia l'esclavitud, catorzena que establia la protecció igualitària davant la llei a totes les persones, i quinzena per la que no es podia impedir a un ciutadà votar per motiu de la seva ètnia, color o condició anterior de servitud (esclavitud).
Els Codis Negres van servir en la pràctica com a mètode per legalitzar la discriminació racial i sobretot la segregació practicada per les autoritats de raça blanca. Durant la Reconstrucció, el Partit Republicà prengué el control del govern dels estats meridionals als rebels demòcrates i arribaren a un acord sobre els requeriments per la readmissió. Tots els estats del sud foren readmesos el 1870, i la Reconstrucció continuà fins al 1877, quan les eleccions presidencial del 1876 veieren Rutherford B. Hayes, que tenia el suport dels estats del nord, superar el seu adversari Samuel J. Tilden.

### Gir ideològic a la dreta
Després de la Guerra Civil, el partit va dominar en gran manera la política nacional. Durant l'administració de Taft, es va desenvolupar una ruptura entre Roosevelt i Taft, i es van convertir en els líders de les dues ales del Partit Republicà: els progressistes liderats per Roosevelt i els conservadors liderats per Taft. Els progressistes estaven a favor de les restriccions laborals que protegien les dones i els nens, promovien la conservació ecològica i eren més comprensius amb els sindicats. També estaven a favor de l'elecció popular de jutges federals i estatals per sobre del nomenament pel president o els governadors. Els conservadors donaven suport a aranzels alts per fomentar la producció nacional, però afavorien els líders empresarials per sobre dels sindicats i, en general, s'oposaven a l'elecció popular de jutges. A partir de 1912, el partit va experimentar un gir ideològic cap a la dreta. La ruptura entre el Roosevelt i Taft va provocar que Roosevelt es presentés a les eleccions presidencials dels Estats Units de 1912 cm a candidat del nou Partit Progressista, i la divisió va portar el demòcrata Woodrow Wilson a la presidència.
En la Gran Depressió de la dècada de 1930 va perdre les seves majories al Congrés i els programes del New Deal dels demòcrates es van mostrar populars.
L'elecció de Dwight David Eisenhower el 1952 va ser un estrany trencament entre els presidents demòcrates i va presidir el període de major prosperitat econòmica després de la Segona Guerra Mundial. Les dues administracions d'Eisenhower van estar marcades per una política de contenció i fermesa davant la Unió Soviètica, en un context clarament dominat per la Guerra Freda. Això va tenir les seves conseqüències immediates en una expansió de la cursa d'armaments amb la Unió Soviètica i la consolidació i l'expansió de l'armament nuclear americana.
Després d'Eisenhower van governar els demòcrates dues legislatures, promulgant la Llei de drets civils de 1964 i la Llei de drets de vot de 1965, i la base de votants del partit va canviar, i els estats del sud es van tornar els més fortament republicans. El Partit Republicà s'havia compromès fortament amb el proteccionisme i els aranzels a la seva fundació, però va anar donant cada cop més suport al lliure comerç al llarg del segle xx.
Richard Nixon va guanyar 49 estats a les eleccions de 1972, amb el que va proclamar com la seva majoria silenciosa. La seva visita a la Xina el 1972 finalment va portar a relacions diplomàtiques entre les dues nacions, va concloure el Tractat de míssils antibalístics amb la Unió Soviètica el 1972 i amb la participació nord-americana en la guerra de Vietnam el 1973. D'acord amb les seves creences conservadores, la seva administració va transferir progressivament el poder del govern federal als estats. La política interna de Nixon el va veure imposar controls de salaris i preus durant 90 dies, fer complir la desegregació de les escoles del Sud, establir l'Agència de Protecció Ambiental i començar la Guerra contra el Càncer. A més, la seva administració va impulsar la Llei de substàncies controlades i va començar la guerra contra les drogues. També va presidir l'aterratge a la Lluna de l'Apol·lo 11, que va assenyalar el final de la carrera espacial. Va ser reelegit amb un esclat electoral històric el 1972 quan va derrotar a George McGovern.

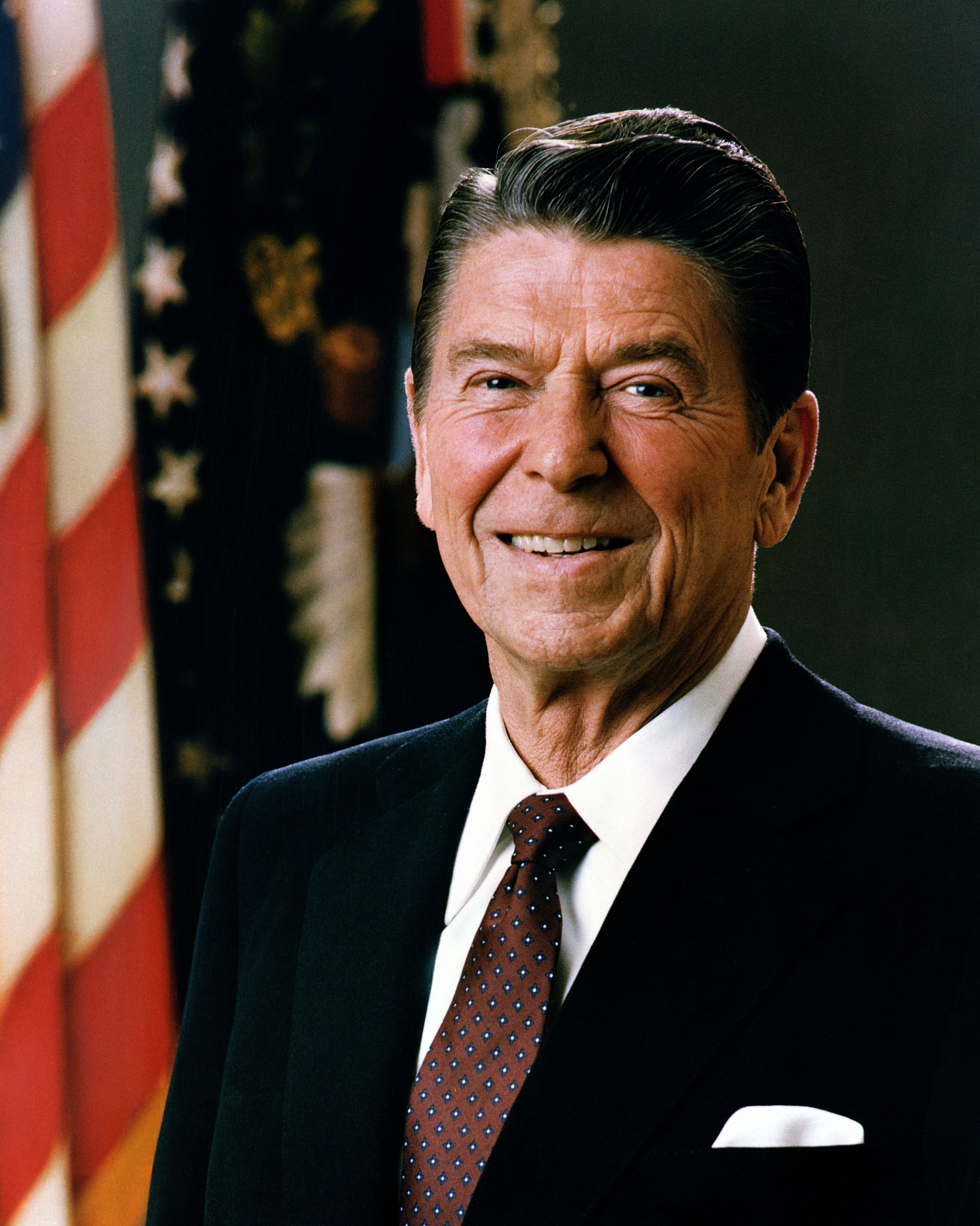
Ronald Reagan en 1981

Les eleccions de 1980 de Ronald Reagan van realinear la política nacional, reunint els defensors de l'economia del lliure mercat, els conservadors socials i els falcons de la política exterior de la Guerra Freda sota la bandera republicana. Des del 2009, el partit s'ha enfrontat a un important fraccionisme dins les seves pròpies files i s'ha desplaçat cap al populisme de dreta.
El 1990, George H. W. Bush va acceptar augmentar els impostos a canvi de retallades de despesa i l'economia dels Estats Units va entrar en recessió, costant-li la reelecció a les eleccions presidencials dels Estats Units de 1992, que va perdre davant de Bill Clinton, i quan George W. Bush es va presentar a la presidència a finals de la dècada, va haver de desvincular-se del seu pare i es va presentar com a seguidor de Reagan, va reduir implacablement els impostos, va augmentar la despesa de defensa i es va oposar a la regulació. George W. Bush fou molt poc popular durant els últims mesos del seu mandat, malgrat haver unit el país durant els atacs de l'11-S i obtenir la reelecció en 2004. A causa de la invasió d'Iraq i de l'Afganistan en la «Guerra contra el terrorisme».
En les eleccions presidencials dels Estats Units de 2008 i les eleccions presidencials dels Estats Units de 2012, els candidats republicans John McCain i Mitt Romney foren derrotats pel demòcrata Barack Obama.

### Actualitat

L'elefant i el color vermell són dos dels símbols del partit

La ideologia del Partit Republicà del segle XXI és el conservadorisme estatunidenc, tant en les polítiques econòmiques com en els valors socials. El Partit Republicà recolza impostos més baixos, el capitalisme de mercat lliure, més restriccions a la immigració, un augment de la despesa militar, el dret de posseir armes, majors restriccions a l'avortament, la desregulació estatal i majors restriccions als sindicats. La base de suport del partit del segle XXI inclou la gent que viu a les zones rurals, els homes, la generació silenciosa (nascuts entre 1928 i 1945) i els cristians evangèlics blancs.
Per primera vegada en dues dècades, el candidat republicà Donald Trump va guanyar el vot popular a les eleccions presidencials dels Estats Units de 2024. Després d'haver guanyat anteriorment a les eleccions presidencials dels Estats Units de 2016, Trump es va convertir en el segon president elegit per a un segon mandat no consecutiu, 132 anys després que Grover Cleveland derrotés Benjamin Harrison a les eleccions presidencials dels Estats Units de 1892. El partit republicà també van aconseguir el la majoria al Senat i la Congrés, aconseguint el control del legislatiu i l'executiu per primera vegada des les eleccions de 2016.

## Càrrecs de poder
Hi ha hagut 19 presidents republicans, cosa que el converteix en el partit polític que ha ostentat més cops la presidència dels Estats Units. Des de principis de 2021, el Partit Republicà controla 27 governs estatals i 30 legislatures estatals. Pel que fa al poder judicial, sis dels nou jutges del Tribunal Suprem dels Estats Units van ser designats per presidents republicans.

## Presidents dels Estats Units del Partit Republicà
| Núm. | Nom                              | Estat d'origen    | Temps a la Presidència  |
| ---- | -------------------------------- | ----------------- | ----------------------- |
| 16è  | Abraham Lincoln (1809–1865)      | Illinois          | 1861-1865               |
| 18è  | Ulysses S. Grant (1822–1885)     | Illinois          | 1869-1877               |
| 19è  | Rutherford B. Hayes (1822–1893)  | Ohio              | 1877-1881               |
| 20è  | James A. Garfield (1831–1881)    | Ohio              | Març 1881-Setembre 1881 |
| 21è  | Chester A. Arthur (1829–1886)    | Nova York         | 1881-1885               |
| 23è  | Benjamin Harrison (1833–1901)    | Indiana           | 1889-1893               |
| 25è  | William McKinley (1843–1901)     | Ohio              | 1897-1901               |
| 26è  | Theodore Roosevelt (1858–1919)   | Nova York         | 1901-1909               |
| 27è  | William Howard Taft (1857–1930)  | Ohio              | 1909-1913               |
| 29è  | Warren G. Harding (1865–1923)    | Ohio              | 1921-1923               |
| 30è  | Calvin Coolidge (1872–1933)      | Massachusetts     | 1923-1929               |
| 31è  | Herbert Hoover (1874–1964)       | Califòrnia        | 1929-1933               |
| 34è  | Dwight D. Eisenhower (1890–1969) | Kansas            | 1953-1961               |
| 37è  | Richard Nixon (1913–1994)        | Califòrnia        | 1969-1974               |
| 38è  | Gerald Ford (1913–2006)          | Michigan          | 1974-1977               |
| 40è  | Ronald Reagan (1911–2004)        | Califòrnia        | 1981-1989               |
| 41è  | George H. W. Bush (1924–2018)    | Texas             | 1989-1993               |
| 43è  | George W. Bush (1946)            | Texas             | 2001-2009               |
| 45è  | Donald Trump (1946)              | Nova York/Florida | 2017-2021               |
| 46è  | Donald Trump (1946)              | Nova York/Florida | 2025-                   |